# Първа интифада
Първата интифада е въстание от 1987-1991/1993. Понякога е наричана „каменната война“, тъй като палестинците използвали основно камъни, а също и други импровизирани (не-огнестрелни) оръжия. „Интифада“ е арабски термин и означава „въстание“.